# Modeste Testas
Al Pouessi, døbt Marthe Adélaïde Modeste Testas og kendt under navnet Modeste Testas (1765-1870) var en etiopisk kvinde, der blev født omkring 1765. Hun blev fanget og gjort til slave, købt af købmænd fra Bordeaux og efterfølgende frigivet efter at have boet på tre kontinenter. En af hendes efterkommere er en tidligere præsident for Haiti, François Denys Légitime.

## Biografi
Testas blev født med navnet Al Pouessi i Etiopien i Østafrika. Hun blev fanget i et raid i en alder af fjorten år efter en strid med en anden stamme og transporteret til Vestafrika hvorfra hun blev solgt. Hun blev købt mellem 1778 og 1781 af Pierre og François Testas, der var købmænd og slavehandlere fra Bordeaux og ejere af en sukkerplantage på øen Hispaniola. Hun kom til Bordeaux, hvor hun blev døbt af brødrene Testas i 1781 som gav hende navnet Marthe Adelaïde Modeste Testas. Samme år blev hun transporteret med François Testas til deres plantage på  Hispaniola. Hun fik to børn med sin ejer. Som slave kunne hun ikke give samtykke, og omstændighederne ved deres forhold kendes ikke.
I 1795 flyttede François Testas Haiti til New York. Han medbragte sine slave-tjenstefolk, herunder Modeste Testas og Joseph Lespérance. Efter at være flyttet til Baltimore døde François i Philadelphia. I sin testamente frigjorde han de slaver som han ejede. For Testas var en af betingelserne for hendes frigivekse imidlertid at hun skulle gifte sig med Lespérance. Parret vendte tilbage til Hispaniola hvor Testas arvede land. Hun og Lespérance fik et antal børn.
Testas døde i 1870 i en alder af 105 år på sin ejendom i nærheden af byen Jérémie.

## Eftermæle
Et af Testas' børnebørn, François Denys Légitime, der var søn af Tinette Lespérance, blev Haitis præsident fra 1888 til 1889.
Den 10. maj 2019 blev en bronzestatue af Testas, lavet af den haitiske billedhugger Woodly Caymitte, afsløret i Bordeaux. Statuen er 1,7 m høj og er placeret ved Garonnes bred.
Statuen blev fundet overhældt med hvid maling 13. september 2021. Motivet antages at være racistisk. Rådmand Stephane Gomot udtalte at hvis racisme kan bekræftes at være motivet, vil det betyde et "meget voldsomt angreb på alt, hvad denne statue repræsenterer", herunder "mindet om mennesker, der blev deporteret af slavehandlere".